# Chimarra weitschati
Chimarra weitschati is een fossiele soort schietmot uit de familie Philopotamidae.